# Новосевастопольское
Новосевасто́польское (адыг. СевастополыкI) — село в Красногвардейском районе Республики Адыгея России. Входит в состав Белосельского сельского поселения.

## География
Село находится в междуречье рек Белая и Лаба, на расстоянии 4 км к северо-востоку от села Белое, центра сельского поселения, и 12 км к юго-востоку от села Красногвардейское, административного центра района.

## История
Основано в 1910 году. В 1925—1954 годах село являлось центром Новосевастопольского сельсовета.

## Население
| 2002 | 2010 | 2013 | 2014 | 2015 | 2016 | 2017 |
| ---- | ---- | ---- | ---- | ---- | ---- | ---- |
| 685  | ↗696 | ↗778 | ↗819 | ↗822 | ↗839 | ↗867 |
| 2018 | 2019 | 2020 | 2021 | 2023 | 2024 |      |
| ↘834 | ↘794 | ↘779 | ↘747 | ↘742 | ↗752 |      |

### Национальный состав
По данным Всероссийской переписи 2021 года:
| Народ               | Численность, чел. | Доля от всего населения, % |
| ------------------- | ----------------- | -------------------------- |
| русские             | 336               | 44,98 %                    |
| азербайджанцы       | 203               | 27,17 %                    |
| курды               | 42                | 5,62 %                     |
| адыги               | 14                | 1,87 %                     |
| другие / не указано | 152               | 20,35 %                    |
| всего               | 747               | 100,0 %                    |

## Улицы
| - ул. Зелёная, - ул. Клубная, - ул. Островского, - ул. Партизанская, - ул. Почтовая, | - ул. Пушкина, - ул. Садовая, - ул. Советская, - ул. Спортивная, - ул. Чехова, | - ул. Чучваги, - ул. Школьная, - ул. Шоссейная, - ул. Южная. |

## Известные уроженцы
- Чучвага, Иван Иванович (1920—1943) — советский лётчик, капитан, Герой Советского Союза.